# جایزه ساترن بهترین بازیگر نقش اول زن

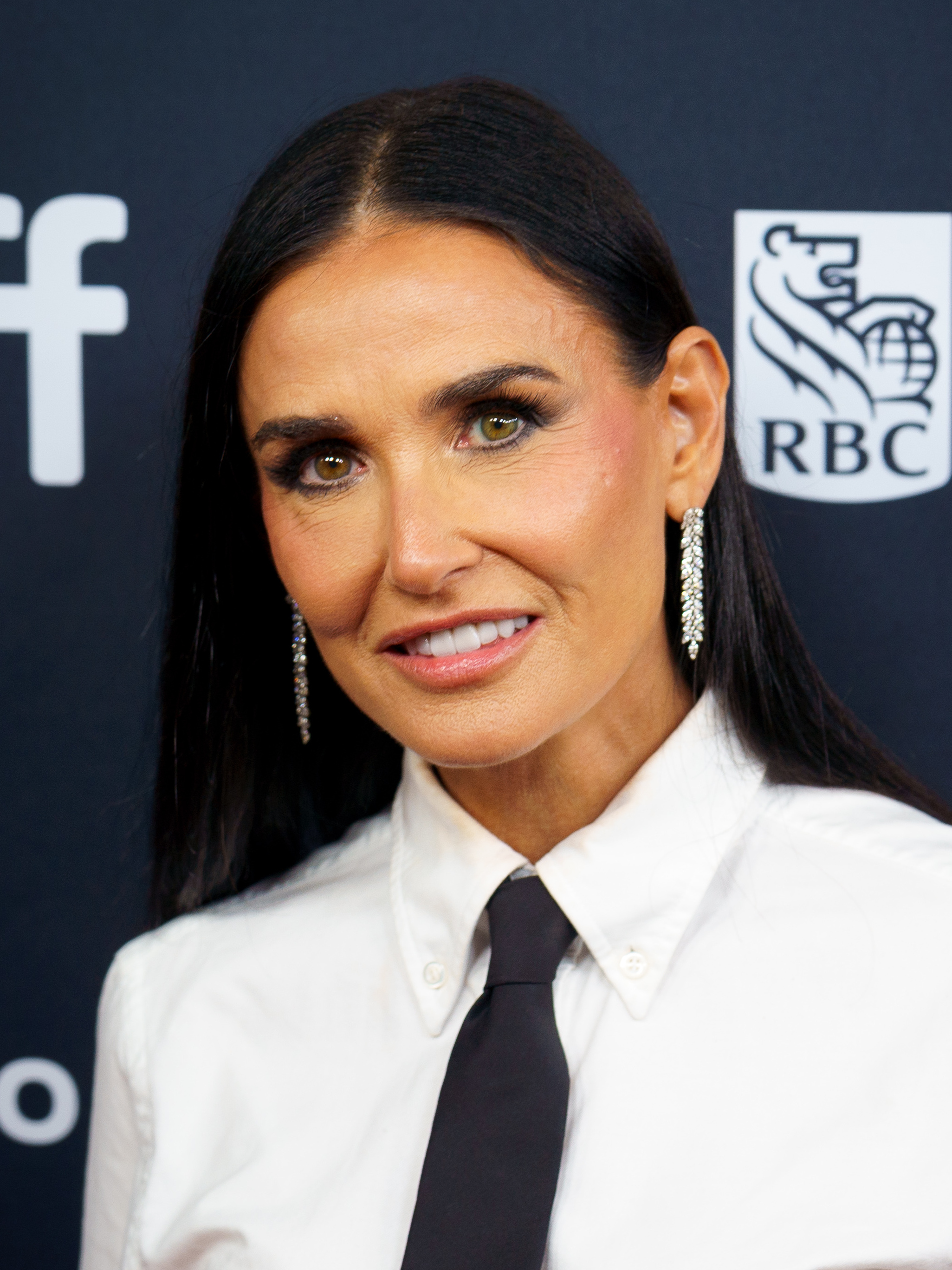
دمی مور در مراسمی مرتبط با جایزه ساترن

## برندگان و نامزدان
Legend:
"†" indicates an Academy Award-winning performance in the same category.
"‡" indicates an Academy Award-nominated performance in the same category.
"§" indicates an Academy Award-nominated performance for Best Supporting Actress

## ۱۹۷۰
| سال     | هنرپیشه              | شخصیت                | فیلم                                    |
| ------- | -------------------- | -------------------- | --------------------------------------- |
| ۱۹۷۴/۷۵ | کاترین راس           | جوانا Eberhart       | The Stepford Wives                      |
| ۱۹۷۶    | بلایث دانر           | Tracy Ballad         | دنیای آینده                             |
| ۱۹۷۷    | جودی فاستر           | Rynn Jacobs          | The Little Girl Who Lives Down the Lane |
| ۱۹۷۷    | جولی کریستی          | Susan Harris         | Demon Seed                              |
| ۱۹۷۷    | جوآن کالینز          | Marilyn Fryser       | Empire of the Ants                      |
| ۱۹۷۷    | ملیندا دیلون §       | Jillian Guiler       | برخورد نزدیک از نوع سوم                 |
| ۱۹۷۷    | کری فیشر             | Princess Leia Organa | جنگ ستارگان (فیلم)                      |
| ۱۹۷۸    | مارگوت کیدر          | لوئیس لین            | سوپرمن (فیلم)                           |
| ۱۹۷۸    | آن مارگرت            | Peggy Ann Snow       | Magic                                   |
| ۱۹۷۸    | بروک آدامز (هنرپیشه) | الیزابت Driscoll     | حمله جسددزدها (فیلم ۱۹۷۸)               |
| ۱۹۷۸    | جنویو بوژو           | دکتر Susan Wheeler   | کما (فیلم ۱۹۷۸)                         |
| ۱۹۷۸    | دایانا راس           | Dorothy Gale         | جادوگر (فیلم)                           |
| ۱۹۷۹    | مری استینبورگن       | Amy Robbins          | Time After Time                         |
| ۱۹۷۹    | سوزان سن جیمز        | Cindy Sondheim       | Love at First Bite                      |
| ۱۹۷۹    | Persis Khambatta     | Lt. Ilia             | پیشتازان فضا: فیلم                      |
| ۱۹۷۹    | مارگوت کیدر          | Kathy Lutz           | The Amityville Horror                   |
| ۱۹۷۹    | سیگورنی ویور         | ریپلی                | بیگانه (فیلم ۱۹۷۹)                      |

## ۱۹۸۰
| سال     | هنرپیشه                  | شخصیت                           | فیلم                           |
| ------- | ------------------------ | ------------------------------- | ------------------------------ |
| ۱۹۸۰    | انجی دیکینسون            | کیت میلر                        | در لباسی خیره‌کننده             |
| ۱۹۸۰    | الن برستین ‡             | ادنا                            | رستاخیز (فیلم ۱۹۸۰)            |
| ۱۹۸۰    | جیمی لی کرتیس            | Alana Maxwell                   | Terror Train                   |
| ۱۹۸۰    | Louanne                  | Tracy Richards                  | Oh, God! Book II               |
| ۱۹۸۰    | جین سیمور (بازیگر)       | Elise McKenna                   | Somewhere in Time              |
| ۱۹۸۱    | کارن آلن                 | Marion Ravenwood                | مهاجمان صندوق گمشده            |
| ۱۹۸۱    | جنی اگاتر                | Nurse Alex Price                | گرگ‌نمای آمریکایی در لندن       |
| ۱۹۸۱    | مارگوت کیدر              | لوئیس لین                       | سوپرمن ۲                       |
| ۱۹۸۱    | آنجلا لنسبوری            | Miss جین Marple                 | آینه ترک برداشته               |
| ۱۹۸۱    | لی‌لی تاملین              | Pat Kramer/Judith Beasley       | The Incredible Shrinking Woman |
| ۱۹۸۲    | ساندال برگمن             | Valeria                         | کونان بربر (فیلم ۱۹۸۲)         |
| ۱۹۸۲    | سوزان جرج (هنرپیشه)      | Laura Fletcher                  | The House Where Evil Dwells    |
| ۱۹۸۲    | ناستاسیا کینسکی          | Irena Gallier                   | Cat People                     |
| ۱۹۸۲    | جوبت ویلیامز             | Diane Freeling                  | ارواح خبیثه (فیلم)             |
| ۱۹۸۲    | مری وارناف               | مری Bland                       | خوردن رائول                    |
| ۱۹۸۳    | لوئیز فلچر               | Lillian Reynolds                | Brainstorm                     |
| ۱۹۸۳    | بس آرمسترانگ             | Eve "Evie" Tozer                | High Road to China             |
| ۱۹۸۳    | Bobbie Bresee            | Susan Walker Farrell            | آرامگاه یادمانی (فیلم)         |
| ۱۹۸۳    | کری فیشر                 | Princess Leia Organa            | بازگشت جدای                    |
| ۱۹۸۳    | آلای شیدی                | جنیفر Mack                      | بازی‌های جنگ                    |
| ۱۹۸۴    | داریل هاناه              | Madison                         | Splash                         |
| ۱۹۸۴    | کارن آلن                 | Jenny Hayden                    | آدم‌فضایی (فیلم)                |
| ۱۹۸۴    | نانسی آلن                | Allison Hayes                   | آزمایش فیلادلفیا (فیلم)        |
| ۱۹۸۴    | لیندا همیلتون            | سارا کانر (نابودگر)             | نابودگر (فیلم)                 |
| ۱۹۸۴    | هلن اسلیتر               | سوپرگرل (کرا زور-ال)            | سوپرگرل (فیلم)                 |
| ۱۹۸۵    | کورال براون              | آلیس لیدل                       | Dreamchild                     |
| ۱۹۸۵    | گلن کلوز                 | Jan/Maxie                       | Maxie                          |
| ۱۹۸۵    | میا فارو                 | Cecilia                         | رز ارغوانی قاهره               |
| ۱۹۸۵    | میشل فایفر               | Isabeau d'Anjou                 | Ladyhawke                      |
| ۱۹۸۵    | جسیکا تندی               | Alma Finley                     | پیله (فیلم ۱۹۸۵)               |
| ۱۹۸۶    | سیگورنی ویور ‡           | الن ریپلی                       | بیگانه‌ها (فیلم)                |
| ۱۹۸۶    | باربارا کرامپتون         | دکتر Katherine McMichaels       | From Beyond                    |
| ۱۹۸۶    | جینا دیویس               | Veronica Quaife                 | مگس (فیلم ۱۹۸۶)                |
| ۱۹۸۶    | الیزابت شو               | جین Chase                       | Link                           |
| ۱۹۸۶    | کاتلین ترنر ‡            | Peggy Sue Bodell                | پگی سو ازدواج کرد              |
| ۱۹۸۷    | جسیکا تندی               | فی رایلی                        | *batteries not included        |
| ۱۹۸۷    | نانسی آلن                | Officer آن لوئیس                | پلیس آهنی                      |
| ۱۹۸۷    | ملیندا دیلون             | نانسی هندرسون                   | Harry and the Hendersons       |
| ۱۹۸۷    | لورین گری                | الن برودی                       | آرواره‌ها: انتقام               |
| ۱۹۸۷    | سوزان ساراندون           | جین اسپافورد                    | جادوگران ایست‌ویک               |
| ۱۹۸۷    | رابین رایت               | باترکاپ                         | عروس شاهزاده (فیلم)            |
| ۱۹۸۸    | کاترین هیکس              | کارن Barclay                    | بازی بچگانه (فیلم ۱۹۸۸)        |
| ۱۹۸۸    | کیم بسینگر               | سلست مارتین                     | نامادریم یک بیگانه است         |
| ۱۹۸۸    | آماندا داناهو            | لیدی سیلویا Marsh               | The Lair of the White Worm     |
| ۱۹۸۸    | کاساندرا پیترسون         | Elvira/Aunt Morgana Talbot      | Elvira, Mistress of the Dark   |
| ۱۹۸۸    | یوآنا پاتسوا             | Felice Dunbar                   | بوسه (فیلم ۱۹۸۸)               |
| ۱۹۸۸    | جسیکا تندی               | Alma Finley                     | Cocoon: The Return             |
| ۱۹۸۹/۹۰ | دمی مور                  | مالی Jensen                     | روح (فیلم ۱۹۹۰)                |
| ۱۹۸۹/۹۰ | جولی کارمن               | Regine دندریج                   | Fright Night II                |
| ۱۹۸۹/۹۰ | بلانکا گوئرا             | Concha                          | خون مقدس                       |
| ۱۹۸۹/۹۰ | آنجلیکا هیوستون          | Miss Eva Ernst/Grand High Witch | جادوگران (فیلم ۱۹۹۰)           |
| ۱۹۸۹/۹۰ | نیکول کیدمن              | Rae Ingram                      | سکوت قبرستانی                  |
| ۱۹۸۹/۹۰ | مدونا                    | Breathless Mahoney              | دیک تریسی (فیلم ۱۹۹۰)          |
| ۱۹۸۹/۹۰ | مری الیزابت ماسترانتونیو | دکتر Lindsey Brigman            | ورطه                           |
| ۱۹۸۹/۹۰ | آلای شیدی                | Cayce Bridges                   | ترس (فیلم ۱۹۹۰)                |
| ۱۹۸۹/۹۰ | جنی رایت                 | Virginia                        | I, Madman                      |

## ۱۹۹۰
| سال  | هنرپیشه            | شخصیت                                              | فیلم                                |
| ---- | ------------------ | -------------------------------------------------- | ----------------------------------- |
| ۱۹۹۱ | لیندا همیلتون      | سارا کانر (نابودگر)                                | نابودگر ۲: روز داوری                |
| ۱۹۹۱ | کتی بیتس †         | آنی Wilkes                                         | میزری (فیلم)                        |
| ۱۹۹۱ | جودی فاستر †       | کلاریس استارلینگ                                   | سکوت بره‌ها (فیلم)                   |
| ۱۹۹۱ | جولیا رابرتس       | Laura Burney                                       | خوابیدن با دشمن                     |
| ۱۹۹۱ | وینونا رایدر       | کیم Boggs                                          | ادوارد دست‌قیچی                      |
| ۱۹۹۱ | مریل استریپ        | جولیا                                              | Defending Your Life                 |
| ۱۹۹۲ | ویرجینیا مادسن     | Helen Lyle                                         | کندی‌من (فیلم)                       |
| ۱۹۹۲ | ربکا د مورنی       | Peyton Flanders/خانم Mott                          | The Hand That Rocks the Cradle      |
| ۱۹۹۲ | شریل لی            | Laura Palmer                                       | توئین پیکس: با من بر آتش برو        |
| ۱۹۹۲ | وینونا رایدر       | مینا هارکر/Elisabeta                               | دراکولای برام استوکر                |
| ۱۹۹۲ | شارون استون        | کاترین Tramell                                     | غریزه اصلی                          |
| ۱۹۹۲ | مریل استریپ        | Madeline Ashton                                    | مرگ درخور اوست                      |
| ۱۹۹۲ | سیگورنی ویور       | الن ریپلی                                          | بیگانه ۳                            |
| ۱۹۹۳ | اندی مک‌داول        | ریتا                                               | روز دوم ماه فوریه                   |
| ۱۹۹۳ | پاتریشا آرکت       | آلاباما ویتمن                                      | داستان عاشقانه واقعی                |
| ۱۹۹۳ | لورا درن           | دکتر Ellie Sattler                                 | پارک ژوراسیک (فیلم)                 |
| ۱۹۹۳ | میچل فوربز         | Carrie Laughlin                                    | کالیفرنیا (فیلم)                    |
| ۱۹۹۳ | آنجلیکا هیوستون    | Morticia Addams                                    | ارزش‌های خانواده آدام                |
| ۱۹۹۳ | بت میدلر           | وینیفرد "وینی" سندرسون                             | Hocus Pocus                         |
| ۱۹۹۳ | آلای شیدی          | لوری تنر                                           | Man's Best Friend                   |
| ۱۹۹۴ | ساندرا بولاک       | آنی پورتر                                          | سرعت (فیلم ۱۹۹۴)                    |
| ۱۹۹۴ | جیمی لی کرتیس      | Helen Tasker                                       | دروغ‌های حقیقی                       |
| ۱۹۹۴ | مدشن امیک          | Lena Mathers                                       | Dream Lover                         |
| ۱۹۹۴ | هلنا بونهام کارتر  | الیزابت Frankenstein                               | فرانکنشتاین (فیلم ۱۹۹۴)             |
| ۱۹۹۴ | پنلوپه آن میلر     | مارگو Lane                                         | سایه (فیلم ۱۹۹۴)                    |
| ۱۹۹۴ | میشل فایفر         | Laura Alden                                        | گرگ (فیلم ۱۹۹۴)                     |
| ۱۹۹۵ | آنجلا باست         | Lornette "Mace" Mason                              | روزهای عجیب و غریب (فیلم)           |
| ۱۹۹۵ | کتی بیتس           | دولوریس کلایبورن                                   | Dolores Claiborne                   |
| ۱۹۹۵ | نیکول کیدمن        | سوزان استون-Maretto                                | به خاطرش مردن                       |
| ۱۹۹۵ | شارون استون        | لیدی                                               | برنده و بازنده                      |
| ۱۹۹۵ | مادلین استو        | کاترین رایلی                                       | ۱۲ میمون                            |
| ۱۹۹۵ | Marina Zudina      | بیلی                                               | Mute Witness                        |
| ۱۹۹۶ | نو کمبل            | Sidney Prescott                                    | جیغ (فیلم)                          |
| ۱۹۹۶ | جینا دیویس         | Samantha Caine/Charlene الیزابت "Charly" Baltimore | بوسه طولانی شب‌بخیر                  |
| ۱۹۹۶ | جینا گرشان         | Corky                                              | محدودیت (فیلم)                      |
| ۱۹۹۶ | هلن هانت           | دکتر Jo Harding                                    | گردباد (فیلم ۱۹۹۶)                  |
| ۱۹۹۶ | فرانسیس مک‌دورمند † | Marge Gunderson                                    | فارگو (فیلم)                        |
| ۱۹۹۶ | پنلوپه آن میلر     | دکتر مارگو گرین                                    | جسد (فیلم)                          |
| ۱۹۹۷ | جودی فاستر         | دکتر Eleanor "Ellie" Ann Arroway                   | تماس (فیلم ۱۹۹۷)                    |
| ۱۹۹۷ | نو کمبل            | Sidney Prescott                                    | جیغ ۲                               |
| ۱۹۹۷ | پم گریر            | جکی براون                                          | جکی براون (فیلم)                    |
| ۱۹۹۷ | جنیفر لوپز         | Terri Flores                                       | آناکوندا (فیلم)                     |
| ۱۹۹۷ | میرا سوروینو       | دکتر Susan Tyler                                   | تقلید (فیلم)                        |
| ۱۹۹۷ | سیگورنی ویور       | الن ریپلی                                          | بیگانه: رستاخیز                     |
| ۱۹۹۸ | درو بریمور         | Danielle de Barbarac/Countess Nicole de Lancret    | برای همیشه                          |
| ۱۹۹۸ | جیلین اندرسون      | Dana Scully                                        | پرونده‌های مجهول (فیلم)              |
| ۱۹۹۸ | جیمی لی کرتیس      | Laurie Strode/Keri Tate                            | Halloween H20: 20 Years Later       |
| ۱۹۹۸ | مگ رایان           | مگی رایس                                           | شهر فرشته‌ها (فیلم)                  |
| ۱۹۹۸ | جنیفر تیلی         | تیفانی                                             | Bride of Chucky                     |
| ۱۹۹۸ | کاترین زیتا جونز   | النا د لا وگا                                      | نقاب زورو                           |
| ۱۹۹۹ | کریستینا ریچی      | Katrina Van Tassel                                 | اسلیپی هالو (فیلم)                  |
| ۱۹۹۹ | هدر گراهام         | فلیسیتی Shagwell                                   | آستین پاورز: جاسوسی که مرا تکان داد |
| ۱۹۹۹ | کاترین کینر        | Maxine Lund                                        | جان مالکوویچ بودن                   |
| ۱۹۹۹ | کری-ان ماس         | ترینیتی (ماتریکس)                                  | ماتریکس                             |
| ۱۹۹۹ | سیگورنی ویور       | Gwen DeMarco/Lt. Tawny مدیسون                      | ماجراجویی کهکشانی                   |
| ۱۹۹۹ | ریچل وایس          | اولین "اوی" Carnahan اوکانل                        | مومیایی (فیلم ۱۹۹۹)                 |

## ۲۰۰۰
| سال  | هنرپیشه           | شخصیت                            | فیلم                                               |
| ---- | ----------------- | -------------------------------- | -------------------------------------------------- |
| ۲۰۰۰ | تیا لئونی         | کیت رینولدز / کیت کمپل           | مرد خانواده (فیلم ۲۰۰۰)                            |
| ۲۰۰۰ | کیت بلانشت        | آنابل "آنی" Wilson               | هدیه (فیلم ۲۰۰۰)                                   |
| ۲۰۰۰ | الن برستین ‡      | سارا Goldfarb                    | مرثیه‌ای بر یک رؤیا                                 |
| ۲۰۰۰ | جنیفر لوپز        | دکتر کاترین دین                  | سلول (فیلم ۲۰۰۰)                                   |
| ۲۰۰۰ | میشل فایفر        | کلر اسپنسر                       | آنچه در زیر است                                    |
| ۲۰۰۰ | میشل یئو          | Yu Shu Lien                      | ببر خیزان، اژدهای پنهان                            |
| ۲۰۰۱ | نیکول کیدمن       | گریس Stewart                     | دیگران (فیلم ۲۰۰۱)                                 |
| ۲۰۰۱ | کیت بکینسیل       | سارا Thomas                      | سرندیپیتی (فیلم)                                   |
| ۲۰۰۱ | آنجلینا جولی      | لارا کرافت                       | لارا کرافت: مهاجم مقبره                            |
| ۲۰۰۱ | جولیان مور        | کلاریس استارلینگ                 | هانیبال (فیلم ۲۰۰۱)                                |
| ۲۰۰۱ | فرانسیس اوکانر    | مونیکا Swinton                   | هوش مصنوعی (فیلم)                                  |
| ۲۰۰۱ | نائومی واتس       | بتی المز                         | جاده مالهالند (فیلم)                               |
| ۲۰۰۲ | نائومی واتس       | ریچل Keller                      | حلقه (فیلم ۲۰۰۲)                                   |
| ۲۰۰۲ | کیرستن دانست      | مری جین واتسون                   | مرد عنکبوتی (فیلم)                                 |
| ۲۰۰۲ | جودی فاستر        | مگ آلتمن                         | اتاق پناهگاه (فیلم)                                |
| ۲۰۰۲ | میلا یوویچ        | آلیس (رزیدنت ایول)               | رزیدنت ایول (فیلم)                                 |
| ۲۰۰۲ | ناتاشا مک‌الهون    | Rheya                            | سولاریس (فیلم ۲۰۰۲)                                |
| ۲۰۰۲ | ناتالی پورتمن     | پدمه آمیدالا                     | جنگ ستارگان اپیزود دوم: حمله کلون‌ها                |
| ۲۰۰۳ | اوما تورمن        | بئاتریس کیدو                     | بیل را بکش بخش ۱                                   |
| ۲۰۰۳ | کیت بکینسیل       | Selene                           | دنیای مردگان (فیلم ۲۰۰۳)                           |
| ۲۰۰۳ | جسیکا بیل         | ارین هاردستی                     | کشتار با اره‌برقی در تگزاس (فیلم ۲۰۰۳)              |
| ۲۰۰۳ | کیت بلانشت        | مگدالنا "مگی" Gilkeson           | گم‌شده (فیلم ۲۰۰۳)                                  |
| ۲۰۰۳ | جنیفر کانلی       | بتی Ross                         | هالک (فیلم)                                        |
| ۲۰۰۳ | جیمی لی کرتیس     | Tess Coleman / آنا Coleman       | جمعه عجیب (فیلم ۲۰۰۳)                              |
| ۲۰۰۴ | بلانچارد راین     | Susan Watkins                    | آب‌های آزاد (فیلم)                                  |
| ۲۰۰۴ | نیکول کیدمن       | آنا                              | تولد (فیلم ۲۰۰۴)                                   |
| ۲۰۰۴ | جولیان مور        | تلی پارتا                        | فراموش شده (فیلم ۲۰۰۴)                             |
| ۲۰۰۴ | اوما تورمن        | بئاتریس کیدو                     | بیل را بکش بخش ۲                                   |
| ۲۰۰۴ | کیت وینسلت ‡      | کلمنتین Kruczynski               | درخشش ابدی یک ذهن پاک                              |
| ۲۰۰۴ | جانگ زئی          | Mei                              | خانه خنجرهای پران                                  |
| ۲۰۰۵ | نائومی واتس       | Ann Darrow                       | کینگ کونگ (فیلم ۲۰۰۵)                              |
| ۲۰۰۵ | جودی فاستر        | Kyle Pratt                       | نقشه پرواز                                         |
| ۲۰۰۵ | لورا لینی         | ارین کریستین Bruner              | The Exorcism of امیلی رز                           |
| ۲۰۰۵ | ریچل مک‌آدامز      | Lisa Reisert                     | Red Eye                                            |
| ۲۰۰۵ | ناتالی پورتمن     | پدمه آمیدالا                     | جنگ ستارگان اپیزود سوم: انتقام سیت                 |
| ۲۰۰۵ | تیلدا سوئینتن     | جادوگر سفید                      | سرگذشت نارنیا: شیر، کمد و جادوگر                   |
| ۲۰۰۶ | ناتالی پورتمن     | Evey Hammond                     | وی مثل وندتا (فیلم)                                |
| ۲۰۰۶ | کیت باسورث        | لوئیس لین                        | بازگشت سوپرمن (فیلم)                               |
| ۲۰۰۶ | جودی دنچ ‡        | Barbara Covett                   | یادداشت‌هایی بر یک رسوایی                           |
| ۲۰۰۶ | مگی جیلنهال       | آنا پاسکال                       | عجیب‌تر از داستان (فیلم ۲۰۰۶)                       |
| ۲۰۰۶ | شانا مک‌دونالد     | سارا                             | نزول                                               |
| ۲۰۰۶ | رنی زلوگر         | بیترکس پاتر                      | دوشیزه پاتر                                        |
| ۲۰۰۷ | ایمی آدامز        | Princess Giselle                 | افسون‌زده (فیلم)                                    |
| ۲۰۰۷ | هلنا بونهام کارتر | خانم لاوت                        | سوئینی تاد: آرایشگر شیطانی خیابان فلیت (فیلم ۲۰۰۷) |
| ۲۰۰۷ | کاریس فن هاوتن    | ریچل استین/Ellis de Vries        | کتاب سیاه                                          |
| ۲۰۰۷ | اشلی جاد          | اگنس وایت                        | حشره (فیلم ۲۰۰۶)                                   |
| ۲۰۰۷ | بلن روئدا         | Laura                            | یتیم‌خانه (فیلم)                                    |
| ۲۰۰۷ | نائومی واتس       | آنا خیترووا                      | قول‌های شرقی                                        |
| ۲۰۰۸ | آنجلینا جولی ‡    | کریستین Collins                  | بچه جایگزین (فیلم)                                 |
| ۲۰۰۸ | کیت بلانشت        | Daisy Fuller                     | مورد عجیب بنجامین باتن                             |
| ۲۰۰۸ | مگی جیلنهال       | ریچل Dawes                       | شوالیه تاریکی (فیلم)                               |
| ۲۰۰۸ | جولیان مور        | Doctor's Wife                    | کوری (فیلم ۲۰۰۸)                                   |
| ۲۰۰۸ | امیلی مورتیمر     | Jessie                           | Transsiberian                                      |
| ۲۰۰۸ | گوئینت پالترو     | پپر پاتز                         | مرد آهنی (فیلم ۲۰۰۸)                               |
| ۲۰۰۹ | زویی سالدانا      | آواتار (فیلم ۲۰۰۹)               | آواتار (فیلم ۲۰۰۹)                                 |
| ۲۰۰۹ | کاترین کینر       | کانی                             | جایی که موجودات وحشی هستند (فیلم)                  |
| ۲۰۰۹ | ملانی لوران       | شوشانا دریفوس/Emmanuelle Mimieux | حرامزاده‌های لعنتی                                  |
| ۲۰۰۹ | الیسون لومن       | کریستین براون                    | مرا به دوزخ بکش                                    |
| ۲۰۰۹ | ناتالی پورتمن     | گریس Cahill                      | برادران (فیلم ۲۰۰۹)                                |
| ۲۰۰۹ | شارلیز ترون       | سیلویا                           | دشت سوزان                                          |

## ۲۰۱۰
| سال  | هنرپیشه            | شخصیت                        | فیلم                               |
| ---- | ------------------ | ---------------------------- | ---------------------------------- |
| ۲۰۱۰ | ناتالی پورتمن †    | Nina Sayers / The Swan Queen | قوی سیاه (فیلم ۲۰۱۰)               |
| ۲۰۱۰ | سسیل دو فرانس      | ماری Lelay                   | آخرت (فیلم)                        |
| ۲۰۱۰ | کری مولیگان        | کتی اچ.                      | هرگز رهایم مکن (فیلم ۲۰۱۰)         |
| ۲۰۱۰ | آنجلینا جولی       | Evelyn Salt/Natasha Chenkova | سالت (فیلم ۲۰۱۰)                   |
| ۲۰۱۰ | الن پیج            | Ariadne                      | تلقین (فیلم)                       |
| ۲۰۱۰ | نومی راپاس         | لیسبت سالاندر                | دختری با خالکوبی اژدها (فیلم ۲۰۰۹) |
| ۲۰۱۱ | کیرستن دانست       | Justine                      | مالیخولیا (فیلم ۲۰۱۱)              |
| ۲۰۱۱ | جسیکا چستین        | Samantha LaForche            | Take Shelter                       |
| ۲۰۱۱ | رونی مارا ‡        | لیسبت سالاندر                | دختری با خالکوبی اژدها (فیلم ۲۰۱۱) |
| ۲۰۱۱ | بریت مارلینگ       | Rhoda ویلیامز                | Another Earth                      |
| ۲۰۱۱ | کیرا نایتلی        | Sabina Spielrein             | یک روش خطرناک                      |
| ۲۰۱۱ | الیزابت اولسن      | مارتا                        | مارتا مارسی می مارلین              |
| ۲۰۱۲ | جنیفر لارنس        | کتنیس اوردین                 | عطش مبارزه (فیلم)                  |
| ۲۰۱۲ | جسیکا چستین ‡      | مایا                         | سی دقیقه پس از نیمه‌شب              |
| ۲۰۱۲ | آن داود            | ساندرا                       | Compliance                         |
| ۲۰۱۲ | زویی کازان         | روبی اسپارکس                 | Ruby Sparks                        |
| ۲۰۱۲ | هلن میرن           | آلما لوسی رویل               | هیچکاک (فیلم)                      |
| ۲۰۱۲ | نائومی واتس ‡      | ماریا بنت                    | غیرممکن (فیلم ۲۰۱۲)                |
| ۲۰۱۳ | ساندرا بولاک ‡     | رایان استون                  | جاذبه (فیلم)                       |
| ۲۰۱۳ | هلی بری            | Jordan Turner                | تماس (فیلم ۲۰۱۳)                   |
| ۲۰۱۳ | مارتینا گدک        | Die Frau (The Woman)         | The Wall                           |
| ۲۰۱۳ | جنیفر لارنس        | کتنیس اوردین                 | عطش مبارزه: اشتعال                 |
| ۲۰۱۳ | اما تامپسون        | P. L. Travers                | نجات آقای بنکس                     |
| ۲۰۱۳ | میا واشیکوفسکا     | ایندیا استاکر                | استوکر (فیلم)                      |
| ۲۰۱۴ | رزمند پایک ‡       | Amy Elliott-Dunne            | دختر گم‌شده (فیلم)                  |
| ۲۰۱۴ | امیلی بلانت        | سرگرد ریتا رز Vrataski       | لبه فردا                           |
| ۲۰۱۴ | اسی دیویس          | Amelia                       | بابادوک                            |
| ۲۰۱۴ | ان هتوی            | Amelia Brand                 | میان‌ستاره‌ای (فیلم)                 |
| ۲۰۱۴ | آنجلینا جولی       | مالیفیسنت (شخصیت)            | مالیفیسنت (فیلم)                   |
| ۲۰۱۴ | جنیفر لارنس        | کتنیس اوردین                 | عطش مبارزه: زاغ مقلد - بخش ۱       |
| 2015 | شارلیز ترون        | Imperator Furiosa            | مکس دیوانه: جاده خشم               |
| 2015 | امیلی بلانت        | کیت Macer                    | سیکاریو (فیلم ۲۰۱۵)                |
| 2015 | جسیکا چستین        | ملیسا لوئیس                  | مریخی (فیلم)                       |
| 2015 | بلیک لایولی        | Adaline                      | روزگار آدلین                       |
| 2015 | دیسی ریدلی         | Rey                          | جنگ ستارگان: نیرو برمی‌خیزد         |
| 2015 | میا واشیکوفسکا     | Edith Cushing                | قله‌ای به رنگ خون                   |
| 2016 | ایمی آدامز         | دکتر Louise Banks            | ورود (فیلم ۲۰۱۶)                   |
| 2016 | امیلی بلانت        | ریچل واتسون                  | دختری در قطار (فیلم ۲۰۱۶)          |
| 2016 | تراجی پی. هنسون    | کاترین جانسون                | ارقام پنهان                        |
| 2016 | فلیسیتی جونز       | Jyn Erso                     | روگ وان                            |
| 2016 | جنیفر لارنس        | Aurora Lane                  | مسافران (فیلم ۲۰۱۶)                |
| 2016 | نرگس رشیدی         | Shideh                       | زیر سایه                           |
| 2016 | مری الیزابت وینستد | Michelle                     | شماره ۱۰ خیابان کلاورفیلد          |